# Mutale (Gemeinde)

Gemeindegebiet bis 2016

Wappen der Gemeinde

Mutale ist eine ehemalige Gemeinde im Distrikt Vhembe, Provinz Limpopo in Südafrika mit Sitz in Mutale. Am 3. August 2016 wurde Mutale mit der Nachbargemeinde Musina vereinigt.
Die Gemeinde war nach dem Fluss Mutale benannt, der durch das frühere Gemeindegebiet fließt.
Ortschaften im Gebiet der ehemaligen Gemeinde sind neben Mutale: Khakhu, Makuya, Manenzhe, Masisi, Moletele, Mphaphuli, Rambada, Thengwe, Tshikondeni Mine und Tshikundamalema. Die Fläche betrug 2346 Quadratkilometer.
Das Motto der Gemeinde lautete Zwiko ndi lupfumo, „Ressourcen sind dein Wohlstand“.